# Bartolomeo Pedon

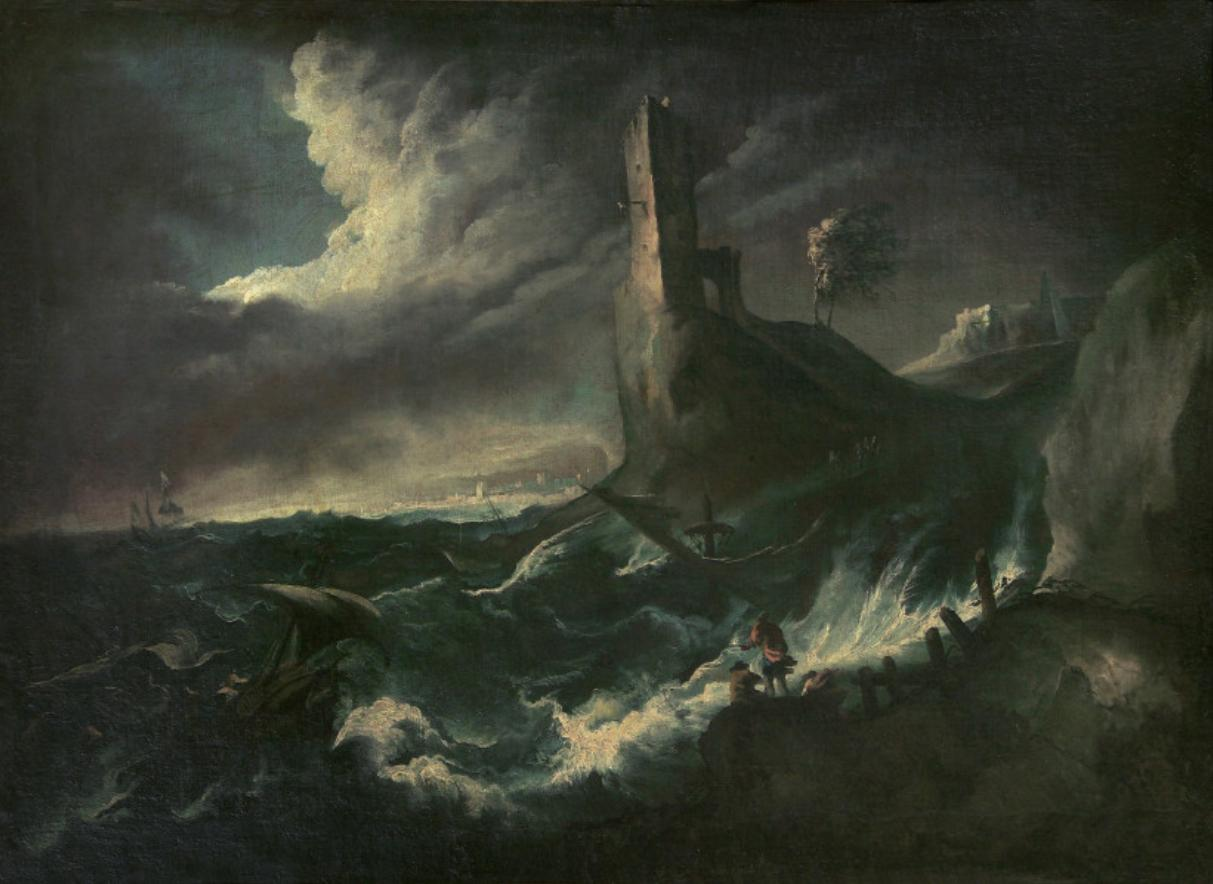
Burrasca di mare, Musei civici di Padova

Bartolomeo Pedon (Venezia, 1665 – Venezia, 1732) è stato un pittore italiano.

## Biografia
Pittore veneziano del periodo tardo barocco, le fonti letterarie lo descrivono dal carattere bizzarro e bohèmien.  Altre fonti dicono che è nato nel 1655 a Padova e ha lavorato nel monastero di San Benedetto. 
La sua produzione conta scenografie stravaganti, burrascose, vedute notturne e fantastiche, paesaggi innevati, che si distinguono notevolmente rispetto al gusto arcadico dell'epoca, evidenziando una originalità non comune. 
Affine a Marco Ricci ma, tuttavia diverso per quella sensibilità 'preromantica' con cui realizza i suoi paesaggi. Infatti, nel rinnovamento del linguaggio figurativo veneto tra il Seicento ed il Settecento Pedon è un pittore di transizione, che rielabora gli esempi di Johann Anton Eismann e Hans de Jode conducendoli a poetiche tipicamente rocaille.
Principalmente dipinge paesaggi, spesso notturni. In questo sembra essere influenzato oltre che dal Ricci e Antonio Maria Marini, anche da Alessandro Magnasco e Salvatore Rosa.
Il suo stile elabora quanto giunto tra le lagune da Ernest Daret, Cornelio Dusman, Jan e Andries Both e Pieter Mulier detto il Cavalier Tempesta, tutti pittori paesaggisti nordici operanti a Venezia o nella sua terraferma. 
Uomo di cultura, oltre alla pittura era un fine letterato sebbene conducesse una vita piuttosto sregolata e dedita al vizio, motivo, forse, del fatto che la Fraglia dei Pittori lo vede iscritto per un solo anno, nel 1716. 
Dopo secoli di oblio la sua opera è stata rivalutata nel corso del ‘900 e grazie ad un primo nucleo di dipinti monogrammati, sei in totale, provenienti da Ca’ Borini, ad Este, considerati dalla storiografia il punto di avvio per ricostruire il corpus del pittore. Dopo un’iniziale impostazione nordica, contrassegnata da scoscese rupi, quasi onnipresenti, nel corso della sua maturazione artistica, scorge nel Ricci il suo nuovo mentore: la sua pittura si fa così più dolce e colorata, e diventa piacevolmente arcadico, nel complesso, il suo modo di fare paesaggi. 
È utile ricordare come egli inizialmente fosse stato convenzionalmente chiamato “Maestro delle foglie bugnate” per il suo modo di dipingere le foglie picchettando gli alberi con l’ocra al fine di realizzare le stesse.
Per i cromatismi e gli sfondi delle sue opere spesso viene accostato ed anche confuso con il “Maestro delle montagne azzurre”, noto anche con lo pseudonimo di Paesista di Ca' Rezzonico, perché autore di quattro dipinti appartenenti al Museo Civico Correr di Venezia ed esposti nel Museo del Settecento Veneziano di Ca' Rezzonico.
Molte delle sue opere sono presenti in collezioni private e diversi musei, come i Musei civici di Padova